# En vivo
 (février 2018).
Pour l’article homonyme, voir En vivo (album).
Albums de Le Vibrazioni
Officine meccaniche
(2006) Le Strade del tempo
(2010)
Singles
1. Insolita
Sortie : 2008

En vivo est le premier album live du groupe de pop rock italien Le Vibrazioni. Sorti en avril 2008, il se compose d'un double album CD et d'un DVD reprenant le concert du groupe et des clips.
Le single Insolita précède l'album et est utilisé dans la bande originale du film italien Colpo d'occhio (it)[réf. nécessaire].
L'album se positionne à la 17e place des classements italiens.

## Liste des titres
Toutes les chansons sont écrites et composées par Francesco Sarcina, sauf annotation.
| 1.  | Sai                           | 3:36  |
| 2.  | Raggio di sole                | 2:45  |
| 3.  | Ogni giorno ad ogni ora       | 3:47  |
| 4.  | Se                            | 4:46  |
| 5.  | In un mondo diverso           | 4:04  |
| 6.  | L'inganno del potere          | 4:38  |
| 7.  | Fermi senza forma             | 4:02  |
| 8.  | Portami via                   | 11:16 |
| 9.  | Drum Solo (Alessandro Deidda) | 4:23  |
| 10. | Musa                          | 5:22  |
| 11. | Dimmi                         | 3:02  |

| 1.  | Angelica                                           | 1:55  |
| 2.  | Dedicato a te                                      | 3:52  |
| 3.  | Ovunque andrò                                      | 3:51  |
| 4.  | Bass Solo (Marco Castellani)                       | 4:17  |
| 5.  | Drammaturgia (Francesco Sarcina / Stefano Verderi) | 10:19 |
| 6.  | Guitar Solo (Stefano Verderi)                      | 4:42  |
| 7.  | In una notte d'estate                              | 6:07  |
| 8.  | Vieni da me                                        | 4:46  |
| 9.  | Su un altro pianeta                                | 5:40  |
| 10. | Insolita                                           | 4:02  |

### Membres du groupe
- Francesco Sarcina : chant, guitare, thérémine
- Stefano Verderi : guitare, synthétiseurs, sitar
- Marco Castellani : basse
- Alessandro Deidda : batterie
- Emanuele Gardossi : basse